# (4135) Svetlanov
(4135) Svetlanov ist ein Hauptgürtelasteroid, der am 14. August 1966 von Nikolai Stepanowitsch Tschernych und Tamara Michailowna Smirnowa am Krim-Observatorium entdeckt wurde.
Der Asteroid wurde nach dem russischen Komponisten Jewgeni Fjodorowitsch Swetlanow benannt.